# Édouard VIII
Pour les articles homonymes, voir Édouard du Royaume-Uni.
Édouard VIII (en anglais Edward VIII), né le 23 juin 1894 à Londres et mort le 28 mai 1972 à Paris, est roi du Royaume-Uni et des autres dominions du Commonwealth britannique (Irlande, Canada, Terre-Neuve, Afrique du Sud, Australie, Nouvelle-Zélande), ainsi qu'empereur des Indes du 20 janvier au 11 décembre 1936.
Avant son accession au trône, Édouard, usuellement appelé David — son dernier prénom — par ses proches, est prince de Galles, duc de Cornouailles et de Rothesay. Il participe à la Première Guerre mondiale au sein des forces armées britanniques et réalise plusieurs voyages pour le compte de son père, le roi George V. Édouard a des liaisons avec de nombreuses femmes mariées et souvent plus âgées que lui, mais reste célibataire jusqu'à ce qu'il devienne roi.
Édouard monte sur le trône à la mort de son père en janvier 1936 sous le nom d'Édouard VIII. Il montre rapidement son refus des protocoles de la cour et les hommes politiques s'inquiètent de son apparent mépris des conventions établies. Quelques mois après le début de son règne, il provoque une crise constitutionnelle en demandant en mariage l'Américaine Wallis Simpson, qui avait divorcé de son premier époux et était en instance de divorce d'avec le second. Les Premiers ministres du Royaume-Uni et des dominions s'opposent à cette union en avançant que le peuple n'accepterait jamais comme reine une femme dont les deux ex-époux étaient encore en vie. De plus, un tel mariage serait entré en conflit avec le statut d'Édouard VIII de chef suprême de l'Église d'Angleterre, qui s'opposait au remariage de personnes divorcées si leurs anciens époux ou épouses étaient toujours en vie.
L'une des raisons couramment avancées pour expliquer l'abdication est que Édouard VIII savait que le gouvernement dirigé par le Premier ministre Stanley Baldwin démissionnerait si le mariage avait lieu, et que cela l'obligerait à organiser des élections générales, perdant ainsi son statut de monarque politiquement neutre. Il aurait donc choisi d'abdiquer plutôt que de renoncer à sa relation. L'autre scénario est en revanche moins flatteur pour le roi : supposément proche idéologiquement des théories nazies et même de certains hauts responsables du Troisième Reich, il aurait été poussé à l'abdication par le gouvernement britannique.
Son frère cadet Albert monte sur le trône sous le nom de George VI. Avec un règne de 326 jours, Édouard VIII est l'un des monarques ayant eu le règne le plus court de l'histoire de la monarchie britannique et il ne fut jamais couronné.
Après son abdication, il reçoit le titre de duc de Windsor et épouse Wallis Simpson en France le 3 juin 1937, après l'officialisation du second divorce de celle-ci. Plus tard dans l'année, le couple se rend en Allemagne. Durant la Seconde Guerre mondiale, il est initialement stationné avec le corps expéditionnaire britannique en France, mais après des accusations de sympathies nazies, il est nommé gouverneur des Bahamas. Après la guerre, il ne reçoit pas d'autres fonctions officielles et passe le reste de sa vie en France, où il meurt d'un cancer du larynx à l'âge de 77 ans.

## Premières années

### Enfance
Édouard VIII est né le 23 juin 1894 à White Lodge, résidence située à Richmond Park, dans les faubourgs de Londres, sous le règne de son arrière-grand-mère, la reine Victoria. Il était le fils aîné du prince George, duc d'York (futur George V), lui-même second fils du prince de Galles (futur Édouard VII) et de la princesse de Galles (Alexandra de Danemark). Sa mère, la duchesse d'York (future reine Mary), était la fille aînée du duc et de la duchesse de Teck. En tant qu'arrière-petit-fils du monarque dans la lignée mâle, Édouard reçut à la naissance le titre de Son Altesse le prince Édouard d'York. Son oncle, le duc de Clarence, étant décédé prématurément en 1892, il occupe, à sa naissance, le troisième rang dans la ligne de succession au trône, après son grand-père et son père.

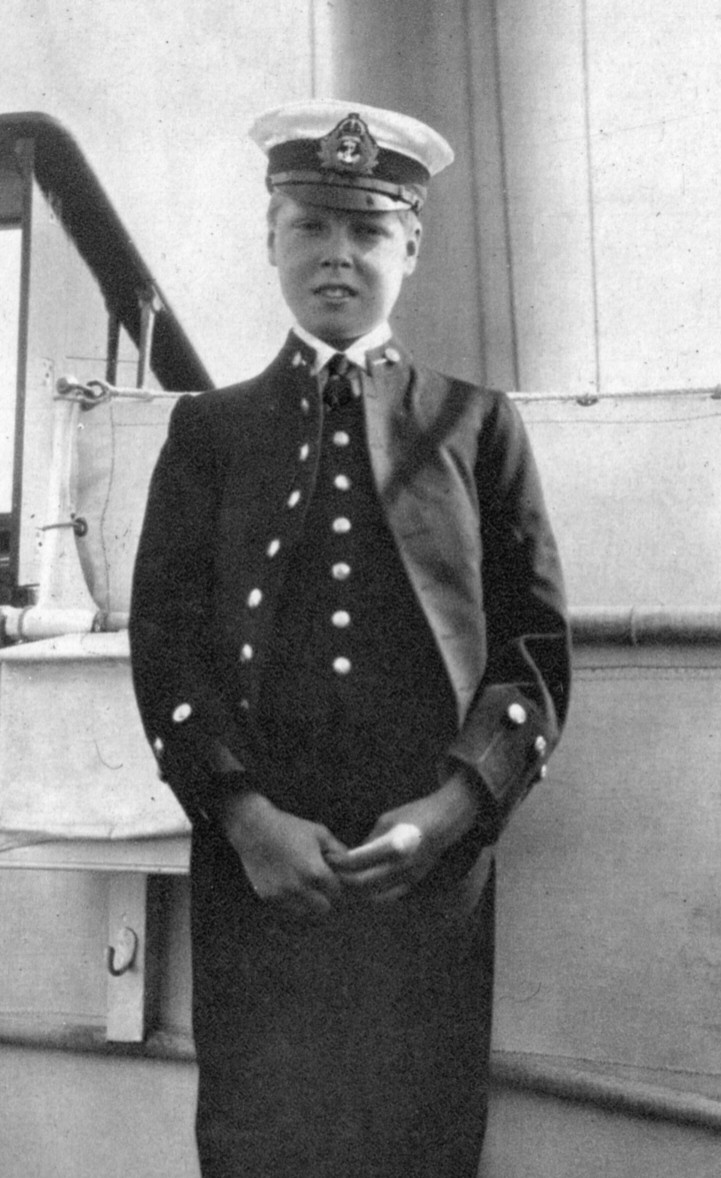
Le jeune David (prénom d'usage au sein de la famille), photographié par sa grand-mère, la reine Alexandra.

Il fut baptisé Édouard Albert Christian George Andrew Patrick David le 16 juillet 1894 par l'archevêque de Canterbury Edward White Benson,. Les prénoms furent choisis en honneur de son oncle qui était appelé « Eddy » ou Édouard par sa famille et son arrière-grand-père Christian IX de Danemark. Le prénom Albert fut inclus à la demande de la reine Victoria, pour rappeler son défunt mari, et ses quatre derniers prénoms, Georges, Andrew, Patrick et David dérivaient des quatre saints patrons de l'Angleterre, de l'Écosse, de l'Irlande et du Pays de Galles. Il était toujours appelé David par les membres de sa famille et ses amis proches.
Comme les autres enfants de la haute société britannique de l'époque, Édouard et son jeune frère furent élevés par des nourrices. L'une de ses premières nourrices malmena Édouard en le pinçant avant qu'il ne soit présenté à ses parents. Ses pleurs et ses gémissements poussèrent le duc et la duchesse à renvoyer Édouard et la nourrice. La nourrice fut par la suite licenciée.
Le père d'Édouard, quoique strict en matière de discipline, était manifestement affectueux et sa mère montrait un caractère enjoué avec ses enfants, contredisant son image publique assez austère. Elle s'amusait, par exemple, des têtards mis par ses enfants sur les toasts de leur professeur de français. Elle les encouragea à se confier à elle.

### Éducation
Édouard fut initialement éduqué à domicile par Helen Bricka. Lorsque ses parents visitèrent l'Empire britannique durant près de neuf mois à la suite de la mort de la reine Victoria en 1901, le jeune Édouard et son frère restèrent en Grande-Bretagne avec leurs grands-parents, la reine Alexandra et le roi Édouard VII qui leur témoignèrent beaucoup d'affection. Au retour de ses parents, Édouard fut placé sous les soins de deux hommes, Frederick Finch et Henry Hansell, qui élevèrent pratiquement Édouard et son frère durant leurs premières années.
Édouard fut gardé sous le tutorat strict de Hansell jusqu'à environ l'âge de 13 ans ; Hansell souhaitait qu'Édouard entre à l'école plus tôt, mais son père s'y opposa. Édouard passa les concours pour entrer au collège naval d'Osborne et il fut accepté en 1907. Après deux années au collège naval où il ne se plaisait pas, Édouard intégra le Britannia Royal Naval College à Dartmouth. Deux années d'étude suivies par son entrée dans la Royal Navy étaient prévues. Lorsque son père monta sur le trône le 6 mai 1910 après la mort d'Édouard VII sous le nom de George V, Édouard devint automatiquement duc de Cornouailles et de Rothesay. Il fut investi prince de Galles un mois après son 16e anniversaire le 23 juin 1910 et les préparatifs se mirent en place pour ses futures missions en tant que roi. Ses études furent arrêtées avant leur terme formel, et il passa trois mois en tant qu'aspirant à bord du cuirassé HMS Hindustan avant d'intégrer le Magdalen College d'Oxford, pour lequel, selon l'opinion de ses biographes, il n'était pas intellectuellement préparé. Il quitta Oxford sans aucun diplôme.

## Prince de Galles

### Investiture

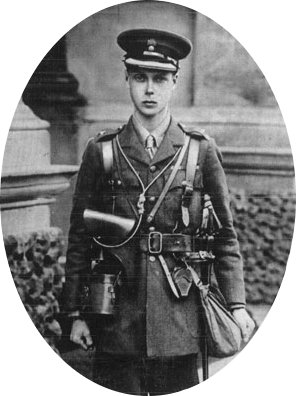
Édouard durant la Première Guerre mondiale.

Édouard devint officiellement prince de Galles lors d'une cérémonie spéciale au château de Caernarfon le 13 juillet 1911. L'investiture eut lieu au Pays de Galles à l'instigation du politicien gallois David Lloyd George, connétable du château et chancelier de l'Échiquier du gouvernement libéral. Lloyd George inventa une cérémonie assez extravagante dans le style d'une reconstitution historique, et apprit quelques mots de gallois à Édouard.

### Première Guerre mondiale
Lors du déclenchement de la Première Guerre mondiale, Édouard, tout juste âgé de 20 ans, avait l'âge minimum pour entrer dans l'armée et voulait participer au conflit. Il avait rejoint les Grenadier Guards en juin 1914, mais le secrétaire à la Guerre Lord Kitchener refusa de le laisser combattre sur le front en évoquant le mal terrible que produirait la capture de l'héritier par l'ennemi.
Malgré cela, Édouard vit la guerre de tranchée de ses propres yeux et il essayait de visiter les premières lignes aussi souvent que possible, ce qui lui valut la croix militaire en 1916. Son rôle dans la guerre, bien que limité, le rendit populaire auprès des vétérans. Édouard réalisa son premier vol militaire en 1918 et il obtint par la suite sa licence de pilote.

### Engagements publics

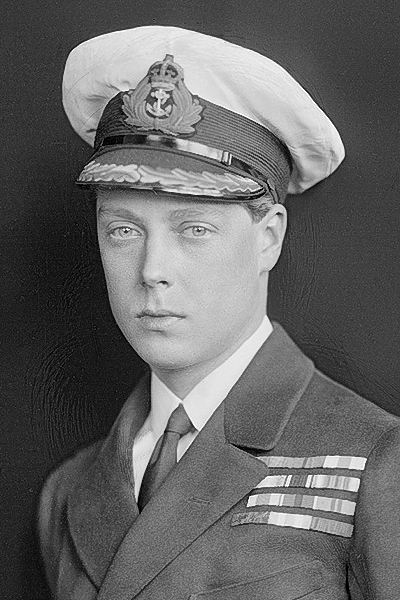
Le prince Édouard en 1920.

Tout au long des années 1920, Édouard, en tant que prince de Galles, représenta son père, le roi George V, au Royaume-Uni et à l'étranger en de nombreuses occasions. Il se rendait fréquemment dans les zones pauvres du pays et il réalisa 16 tournées dans diverses parties de l'Empire entre 1919 et 1935 ; durant une visite au Canada en 1919, il acheta le ranch Bedingfield près de Pekisko dans l'Alberta. En 1924, il remit le trophée Prince de Galles à la Ligue nationale de hockey. Son rang, ses voyages, son air élégant et son statut de célibataire attirèrent l'attention du public et à l'apogée de sa popularité, il était la célébrité la plus photographiée au monde.
Son attitude envers de nombreux sujets de l'Empire et ses divers peuples indigènes, à la fois en tant que prince de Galles puis par la suite en tant que duc de Windsor, a été peu commentée à l'époque, mais a par la suite terni sa réputation. Il déclara par exemple des aborigènes d'Australie : « ils sont les formes de vie les plus révoltantes que j'aie jamais vues ! Ils sont les êtres humains connus les plus primitifs et les choses les plus proches des singes ».

### Romances et vie privée

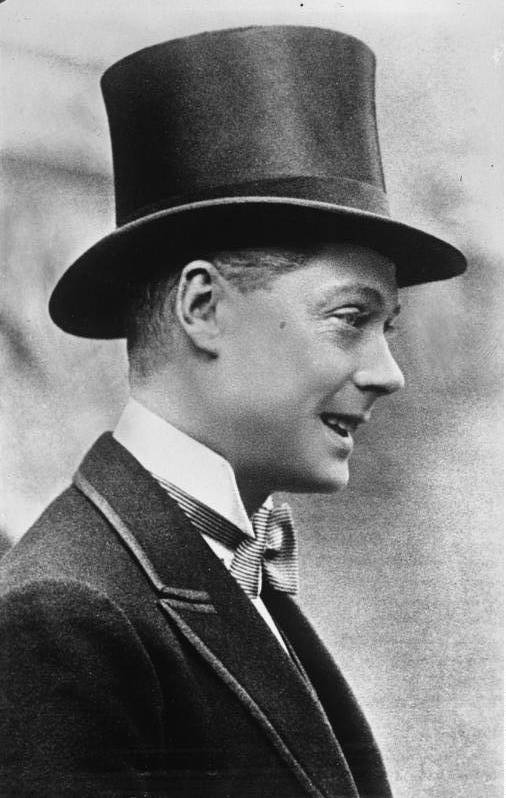
Édouard en 1932.

La réputation de coureur de jupons d'Édouard et les exemples de comportements imprudents durant les années 1920 et 1930 inquiétèrent le Premier ministre Stanley Baldwin, le roi George V et les personnes proches du prince. Alan Lascelles, le secrétaire particulier d'Édouard durant huit ans lors de cette période, croyait que « pour une raison héréditaire ou psychologique, son développement mental s'était arrêté lorsqu'il avait atteint l'adolescence ». George V était mécontent de l'échec d'Édouard à se ranger, dégoûté par ses nombreuses aventures avec des femmes mariées et réticent à le voir monter sur le trône. Il déclara à propos de son fils : « Après ma mort, ce garçon va se ruiner en un an ».
Lors de son séjour en France, en tant qu'officier des Grenadier Guards pendant la Première Guerre mondiale, il rencontre Marguerite Alibert, une courtisane française. Accusée du meurtre de son époux, elle aurait bénéficié de cette ancienne relation amoureuse pour son acquittement. Dans son ouvrage intitulé The Prince, the Princess and the Perfect Murder, l'avocat et ancien juge britannique Andrew Rose avance que l'entourage du prince de Galles aurait entamé des négociations immédiatement après l'arrestation de Marguerite Alibert, craignant que celle-ci révèle des correspondances intimes avec le prince, pouvant ternir l'honneur et la réputation de la famille royale,.
En 1929, le magazine Time rapporta qu'Édouard avait taquiné sa belle-sœur, Elizabeth, l'épouse de son frère cadet Albert, en l'appelant « reine Élisabeth ». Le magazine s'interrogeait « si elle ne se demandait pas parfois quelle était la part de vérité dans l'histoire selon laquelle il avait une fois dit qu'il renoncerait à ses droits à la mort de George V, ce qui ferait de son surnom la vérité ». Édouard vieillissait et restait célibataire, mais son frère et sa belle-sœur avaient déjà deux enfants dont la princesse Élisabeth. Le roi George V préférait son fils Albert (« Bertie ») et sa petite-fille Élisabeth (« Lilibet »), et dit à un courtisan : « Je prie Dieu que mon fils aîné [Édouard] n'ait jamais ni femme ni enfant, et que rien n'empêche Bertie et Lilibet d'accéder au trône ».
En 1930, George V donna une résidence à Édouard à Fort Belvedere dans le Grand Parc de Windsor. Édouard y entama une série de relations avec des femmes mariées, dont l'héritière du textile Freda Dudley Ward et Thelma Lady Furness (en), l'épouse d'un pair britannique, qui le présenta à son amie américaine, Wallis Simpson. Mme Simpson avait divorcé de son premier mari en 1927 et son deuxième époux, Ernest Simpson (en) était un homme d'affaires américano-britannique. Il est généralement accepté que Wallis Simpson et le prince de Galles devinrent amants lorsque Lady Furness voyageait à l'étranger, même si Édouard assura véhémentement à son père qu'il n'y avait aucune intimité et qu'il n'était donc pas approprié de parler de maîtresse. La relation avec Simpson aggrava encore plus ses liens déjà tendus avec son père. Même si le roi George V et la reine Mary avaient rencontré Mme Simpson au palais de Buckingham en 1935, ils refusèrent de la revoir.
L'aventure d'Édouard avec une femme américaine divorcée entraîna de telles inquiétudes que le couple était espionné par les membres de la Special Branch de la Metropolitan Police Service (habituellement chargée de missions antiterroristes) qui se renseignèrent en secret sur la nature de leur relation. Un rapport non daté détaille la visite d'un magasin d'antiquités par le couple dont le propriétaire nota par la suite que « la dame semblait contrôler complètement le POW [prince de Galles] ». La perspective qu'une Américaine divorcée au passé discutable ait une telle influence sur le prince héritier inquiéta le gouvernement et les membres de l'institution monarchique.

## Roi du Royaume-Uni

### Accession au trône

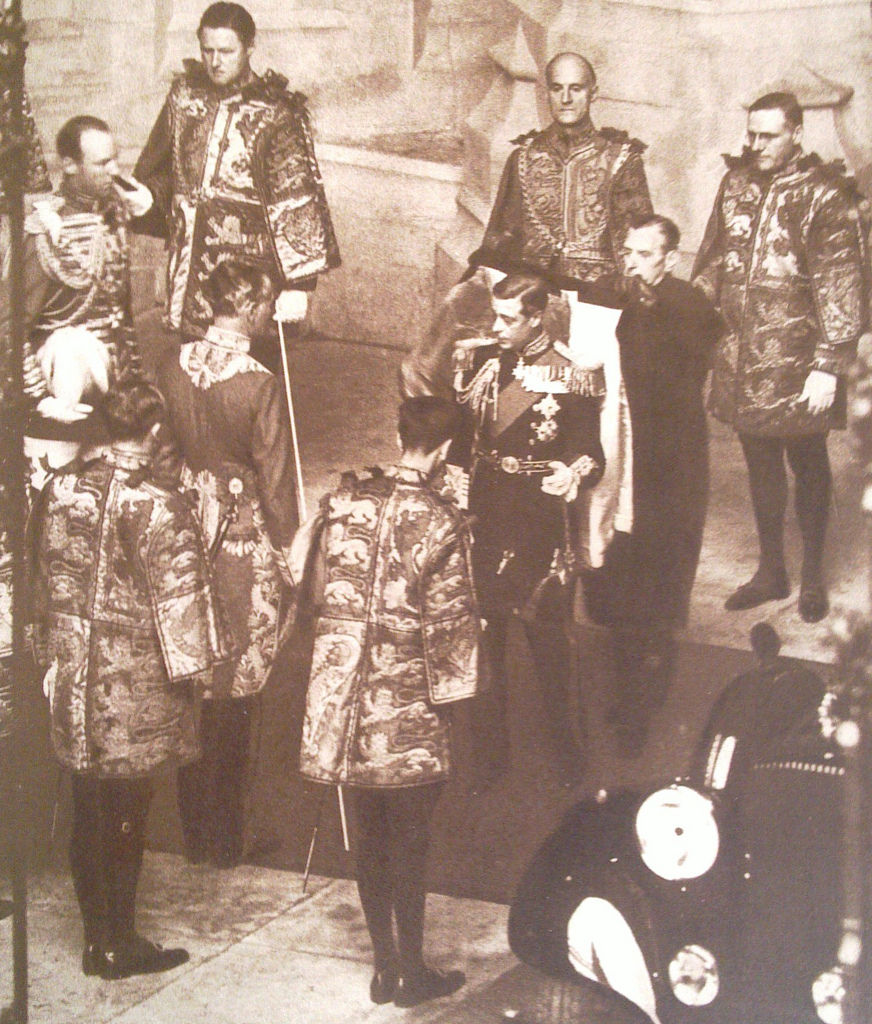
Édouard VIII entouré par les hérauts du College of Arms avant sa seule cérémonie d'ouverture du Parlement le 3 novembre 1936.

George V mourut le 20 janvier 1936 et Édouard monta sur le trône sous le nom d'Édouard VIII. Le lendemain, il brisa le protocole royal en regardant la proclamation de son accession au trône depuis une fenêtre en compagnie de Wallis Simpson, qui était toujours mariée. Édouard VIII causa un malaise dans les cercles gouvernementaux avec des actions interprétées comme des interférences dans les affaires politiques. Sa déclaration lors d'une visite dans les mines de charbon en déclin de Galles du Sud selon laquelle « quelque chose devait être fait » pour les mineurs au chômage fut considéré comme une critique directe du gouvernement même s'il n'était pas certain qu'Édouard le pensait ainsi. Les ministres étaient réticents à envoyer des documents confidentiels et des papiers officiels à Fort Belvedere, car il était clair qu'Édouard ne s'y intéressait pas et qu'il était possible que Wallis Simpson et les autres invités puissent y avoir accès.

### Exercice du pouvoir
L'approche peu orthodoxe d'Édouard vis-à-vis de son rôle s'étendit également à la monnaie qui portait son effigie. Il s'opposa à la tradition selon laquelle le profil du nouveau monarque sur les pièces de monnaie était tourné dans la direction opposée à celle de son prédécesseur. Édouard insista pour qu'il soit tourné vers la gauche (comme son père) pour montrer la séparation des cheveux. Seules quelques pièces d'essai furent frappées avant l'abdication. Lorsque George VI monta sur le trône, son profil était tourné vers la gauche pour revenir à la tradition, puisque l'alternance normale aurait voulu que le profil d’Édouard VIII regardât vers la droite.

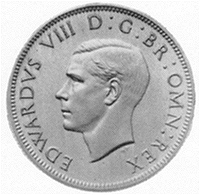
Pièce de monnaie à l'effigie d'Édouard VIII.

### Tentative d'assassinat
Le 16 juillet 1936, lors de la cérémonie du Trooping the Colour, un homme nommé George McMahon (en), connu alors sous le nom de Jerome Bannigan, dégaina un revolver chargé alors qu'Édouard descendait à cheval Constitution Hill près du palais de Buckingham. Une femme assistant à la cérémonie, Alice Lawrence, s'est alors agrippée à son bras pour tenter de le maîtriser. La police repéra l'arme et il fut rapidement arrêté. À son procès, Bannigan déclara qu'une « puissance étrangère » l'avait approché pour qu'il tue Édouard, qu'il avait informé le MI5 du plan et qu'il avait exécuté sa mission pour que le MI5 puisse arrêter les véritables coupables mais que les services secrets n'avaient rien fait pour tenter de l'éviter. Le tribunal rejeta ces déclarations et il fut condamné à un an de prison. On pense aujourd'hui que Bannigan avait effectivement été en contact avec le MI5, mais la véracité de ses autres déclarations reste incertaine.

### Négociations pour un mariage avec Wallis Simpson

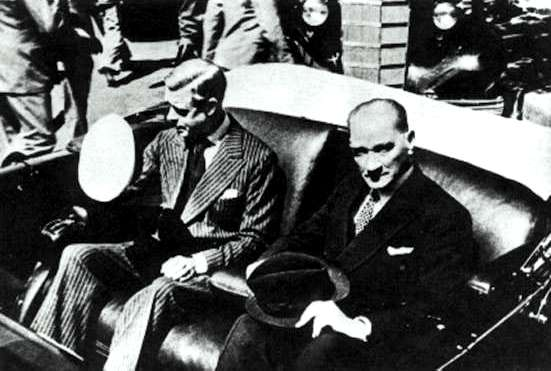
Édouard VIII et le président turc Mustafa Kemal Atatürk à Istanbul le 4 septembre 1936.

En août et septembre 1936, Édouard et Wallis Simpson effectuèrent une croisière dans l'est de la Méditerranée à bord du yacht à vapeur Nahlin. En octobre, il devint clair que le nouveau roi avait l'intention d'épouser Wallis Simpson, en particulier lorsque la procédure de divorce du couple Simpson commença au tribunal d'Ipswich. Les préparatifs pour toutes les éventualités commencèrent dont celle d'un couronnement du roi Édouard VIII et de la reine Wallis. Du fait des implications religieuses de tout mariage, des plans furent réalisés pour organiser une cérémonie de couronnement laïque non pas dans des lieux religieux comme l'abbaye de Westminster, mais dans la maison des banquets de Whitehall. Même si les journaux américains firent les gros titres avec cette relation, les médias britanniques restèrent volontairement silencieux et le public ignora tout jusqu'au début du mois de décembre.
Le 16 novembre 1936, Édouard VIII invita le Premier ministre Stanley Baldwin au palais de Buckingham et il exprima son désir d'épouser Wallis Simpson lorsqu'elle aurait terminé son divorce. Baldwin répondit que ses sujets considéreraient que le mariage serait moralement inacceptable, en grande partie parce que le divorce n'était pas accepté par l'Église d'Angleterre et que les gens ne toléreraient pas Wallis comme reine. En tant que roi, Édouard VIII était devenu gouverneur suprême de l'Église d'Angleterre et le clergé exigea de lui qu'il soutînt les enseignements de l'Église.
Édouard VIII proposa la solution alternative d'un mariage morganatique par lequel il deviendrait roi sans que Wallis Simpson devînt reine. Elle aurait un titre de rang inférieur et aucun des enfants qu'ils auraient ne pourrait revendiquer le trône. Cette proposition fut rejetée par le Cabinet britannique de même que par les autres gouvernements des dominions dont les vues étaient conformes au Statut de Westminster de 1931 qui précisait que « toute modification des règles de succession au trône et de présentation des titres royaux [soit présentée] à l'assentiment des parlements des dominions comme à celui du Parlement du Royaume-Uni ». Les Premiers ministres d'Australie, du Canada et d'Afrique du Sud rendirent publique leur opposition au mariage du roi avec une femme divorcée. Le Premier ministre irlandais exprima son indifférence et son détachement tandis que le Premier ministre de Nouvelle-Zélande, qui n'avait jamais entendu parler de Wallis Simpson auparavant, resta bouche bée. Face à cette opposition, Édouard VIII répondit qu'il « n'y avait pas grand monde en Australie » et que leur opinion ne comptait pas.
Édouard VIII informa Baldwin qu'il abdiquerait s'il ne pouvait pas épouser Wallis Simpson. Baldwin présenta trois possibilités à Édouard VIII : abandonner l'idée du mariage, se marier contre l'avis de ses ministres ou abdiquer. Il était clair qu'Édouard VIII n'était pas prêt à abandonner Wallis Simpson et il savait que s'il se mariait contre l'avis de ses ministres, il causerait la démission du gouvernement et une crise constitutionnelle. Il choisit donc d'abdiquer.

### Abdication et départ en exil

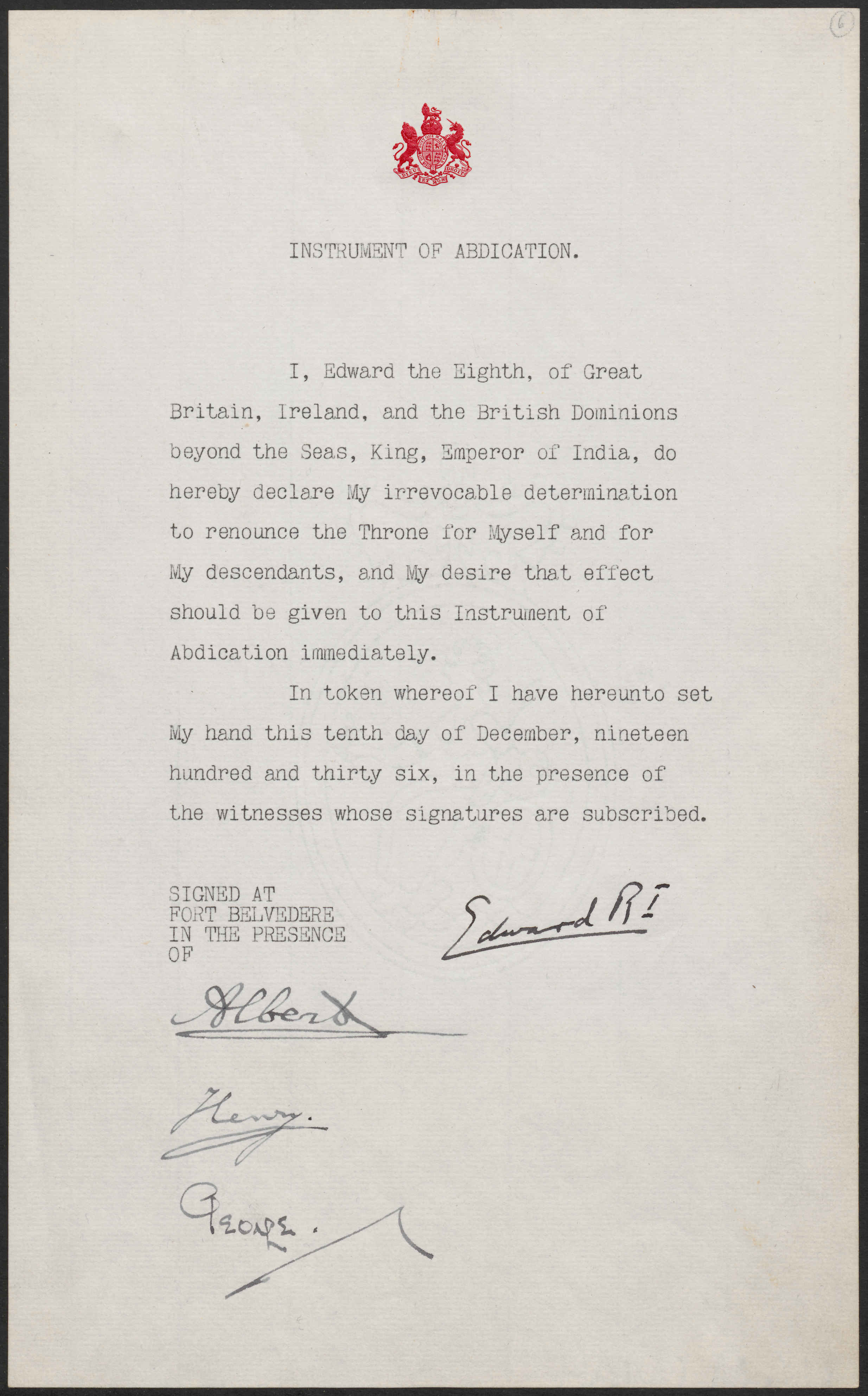
L'acte d'abdication signé par Édouard VIII et ses trois frères.

Le 10 décembre 1936, à 10 heures, en présence de deux avocats, Édouard VIII signa les actes d'abdication à Fort Belvedere en présence de ses trois frères, les ducs d'York, de Gloucester et de Kent (son plus jeune frère, John, était mort en 1919). Ces actes, signés par le roi, indiquaient : « Moi, Édouard le Huitième, roi de Grande-Bretagne, d’Irlande et des Dominions britanniques au-delà des mers, empereur des Indes, déclare ici Ma détermination irrévocable à renoncer au Trône pour Moi-même et pour Mes descendants et Mon désir que cet acte d’abdication prenne effet immédiatement ». Ils furent portés à Londres vers midi et, à 15 h 40, l'abdication d'Édouard VIII fut officiellement annoncée à Westminster. Le lendemain, le dernier acte de son règne fut la sanction royale de sa déclaration d'abdication. Comme imposé par le Statut de Westminster, tous les dominions acceptèrent l'abdication même si l'État libre d'Irlande ne vota pas l'External Relations Act incluant l'acceptation de son abdication avant le 12 décembre.
Dans la nuit du 11 décembre 1936, Édouard fit une allocution radiophonique diffusée sur la BBC, depuis le château de Windsor. N'étant plus roi, il fut présenté par Sir John Reith comme « Son Altesse Royale le prince Édouard ». Le discours avait été poli par Winston Churchill et était modéré dans le ton, parlant de l'incapacité d'Édouard, qui déclara notamment : « J'ai estimé impossible de porter le lourd fardeau de responsabilités et de remplir les devoirs qui m'incombent en tant que roi sans l'aide et le secours de la femme que j'aime ». Le règne d'Édouard avait duré 326 jours, le plus court parmi tous les monarques britanniques depuis le règne contesté de Lady Jeanne Grey plus de 380 ans plus tôt. Quelques heures après cette dernière allocution, Édouard s'en alla définitivement du palais de Buckingham et quitta le Royaume-Uni pour l'Autriche, mais il ne put rejoindre Wallis Simpson avant que son divorce ne soit prononcé plusieurs mois plus tard. Son frère, le duc d'York, lui succéda sous le nom de George VI tandis que la fille aînée de ce dernier, la princesse Élisabeth, devenait, à 10 ans, la première dans l'ordre de succession. Elle lui succèdera des années plus tard, sous le nom de Élisabeth II.

### Causes politiques possibles
Selon une hypothèse commune, l'amour d'Édouard pour Wallis et son obstination à vouloir épouser une divorcée ont été instrumentalisés pour l'éloigner du trône. Selon cette hypothèse, le gouvernement britannique cherchait en fait une excuse pour écarter un couple qui avait beaucoup trop de sympathie pour l’Allemagne nazie.
Pour certains historiens comme Philip Williamson, l'idée populaire d'une abdication fondée sur des raisons politiques plus que religieuses (l'incompatibilité entre son mariage avec une femme divorcée et son rôle de chef de l'Église) est fausse et est liée au fait que le divorce est aujourd'hui beaucoup mieux accepté. Les restrictions religieuses qui empêchèrent Édouard VIII de rester roi tout en épousant Wallis Simpson étaient largement suffisantes pour justifier son abdication. Cependant les deux causes ne s'excluent pas : il est possible que le divorce ait suffi à provoquer la crise, mais que le gouvernement britannique ait été soulagé que cela permette d'éloigner un souverain peu sûr politiquement.

## Duc de Windsor

### Création du titre par son frère
Le 12 décembre 1936, lors de la réunion d'accession du conseil privé, George VI annonça qu'il voulait faire de son frère « Son Altesse Royale le duc de Windsor ». Il voulait que ce soit le premier acte de son règne bien que les documents officiels ne fussent pas signés avant le 8 mars de l'année suivante. Durant l'intérim, Édouard était universellement connu comme le duc de Windsor. La décision de George VI de faire d'Édouard un duc faisait qu'il ne pourrait pas se présenter à une élection pour la Chambre des communes ou parler de sujets politiques à la Chambre des lords.

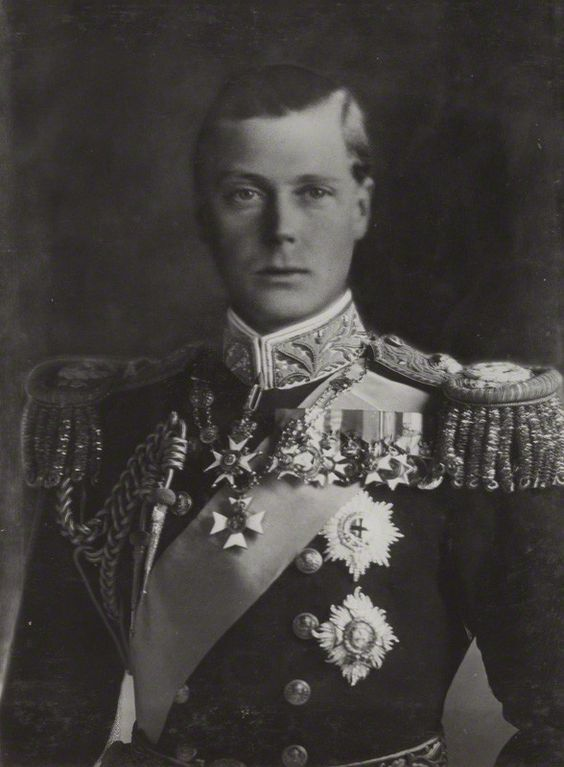
Édouard VIII en 1937.

La lettre patente datant du 27 mai 1937 qui lui re-conférait le titre de duc de Windsor avançait spécifiquement que « sa femme et ses descendants, s'il y en a, ne pourront pas porter ce titre ou ces attributs ». Certains ministres britanniques firent remarquer qu'Édouard n'avait aucun besoin de cette lettre, car il n'avait pas perdu son rang et d'autres considéraient que comme il avait abdiqué, il avait perdu tous ses titres royaux et devait être simplement appelé « M. Edward Windsor ».
Le 14 avril 1937, le procureur général, Sir Donald Somervell, soumit au secrétaire d'État à l'Intérieur John Allsebrook Simon un mémorandum résumant les vues du Lord Advocate Thomas Cooper, du conseiller parlementaire Sir Granville Ram et lui-même :
1. « Nous avons tendance à penser qu'après son abdication, le duc de Windsor n'a pas le droit de revendiquer le droit de se décrire en tant qu'Altesse Royale. En d'autres termes, aucune objection raisonnable n'aurait pu être prise si le roi avait décidé que son exclusion de la ligne de succession l'excluant du droit à ce titre comme conféré par la lettre patente. »
2. « La question doit cependant être considérée sur la base du fait que, pour des raisons peu compréhensibles, il bénéficie, avec l'approbation expresse de Sa Majesté, de ce titre et a été appelé Altesse Royale lors d'une occasion formelle et dans les documents officiels. À la lumière de la jurisprudence, il semble clair que l'épouse d'une Altesse Royale jouit du même titre, sauf si une décision est prise pour l'en priver. »
3. « Nous sommes arrivés à la conclusion que l'épouse ne peut pas revendiquer ce droit sur des bases légales. Nous considérons que le droit d'utiliser ce titre est dans les prérogatives de Sa Majesté et il a le pouvoir de la réguler par des lettres patentes dans des circonstances générales ou particulières[63] »

### Mariage avec Wallis en France

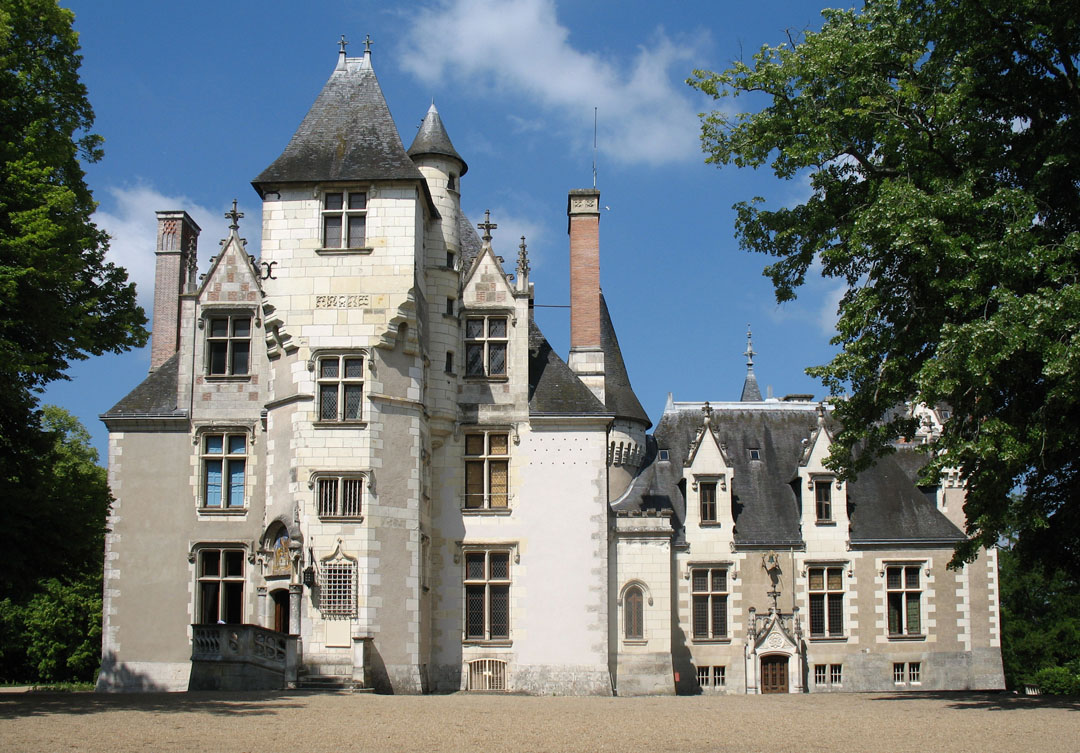
Le château de Candé où les Windsor se marièrent.

Le duc de Windsor épousa Wallis Simpson, qui avait repris par deed poll son nom Wallis Warfield, lors d'une cérémonie privée le 3 juin 1937 au château de Candé à Monts, près de Tours en France, propriété du sulfureux homme d'affaires franco-américain Charles Bedaux, qui avait des relations avec des dignitaires nazis. Lorsque l'Église d'Angleterre refusa de reconnaître l'union, un ecclésiastique du comté de Durham, le révérend Robert Anderson Jardine (vicaire de St Paul's, Darlington), offrit de célébrer la cérémonie et le duc accepta. Le nouveau roi, George VI, interdit aux membres de la famille royale d'assister au mariage ; Édouard voulait en particulier que ses frères, les ducs de Gloucester et de Kent, et son petit-cousin Louis Mountbatten soient présents, et cela laissa des traces dans les relations familiales.
Après son mariage, le couple s'installe à Paris dans un hôtel particulier situé au no 1 square des Écrivains-Combattants-Morts-pour-la-France, au croisement avec le boulevard Suchet, où ils résident de 1937 à 1953,,.
Le déni du titre d'Altesse Royale à la duchesse de Windsor aggrava les tensions avec la famille royale. De même, les questions financières furent un point de tension, le gouvernement ayant refusé d'inclure le duc et la duchesse sur la liste civile, la dotation du duc était payée personnellement par George VI. Le duc avait cependant compromis sa position avec son frère en cachant l'étendue de sa fortune personnelle lors des négociations informelles sur le montant de la dotation. La richesse d'Édouard était issue des revenus du titre de duc de Cornouailles qui lui étaient payés en tant que prince de Galles et ordinairement à la disposition d'un futur roi. George VI payait également Édouard pour la Sandringham House et le château de Balmoral. Ces propriétés appartenaient personnellement à Édouard, qui en avait hérité directement de son père George V. Les relations entre le duc de Windsor et le reste de la famille royale restèrent tendues durant des décennies. L'ancien monarque Édouard commença à devenir aigri envers sa mère à laquelle il écrivit en 1939 : « [votre dernière lettre] a détruit les derniers vestiges de sentiments que j'avais pour vous et a rendu une correspondance normale entre nous impossible ». Dans les derniers jours du règne de George VI, le duc téléphonait chaque jour pour demander de l'argent et le titre d'Altesse Royale pour la duchesse, jusqu'à ce que le roi harcelé ordonne de ne plus répondre aux appels.
Le duc avait imaginé qu'il pourrait revenir en Grande-Bretagne après une année ou deux d'exil en France. Le roi George VI (avec le soutien de sa mère, la reine Mary, et son épouse la reine Elizabeth) menaça de supprimer la dotation d'Édouard s'il retournait en Grande-Bretagne sans invitation.

### Seconde Guerre mondiale

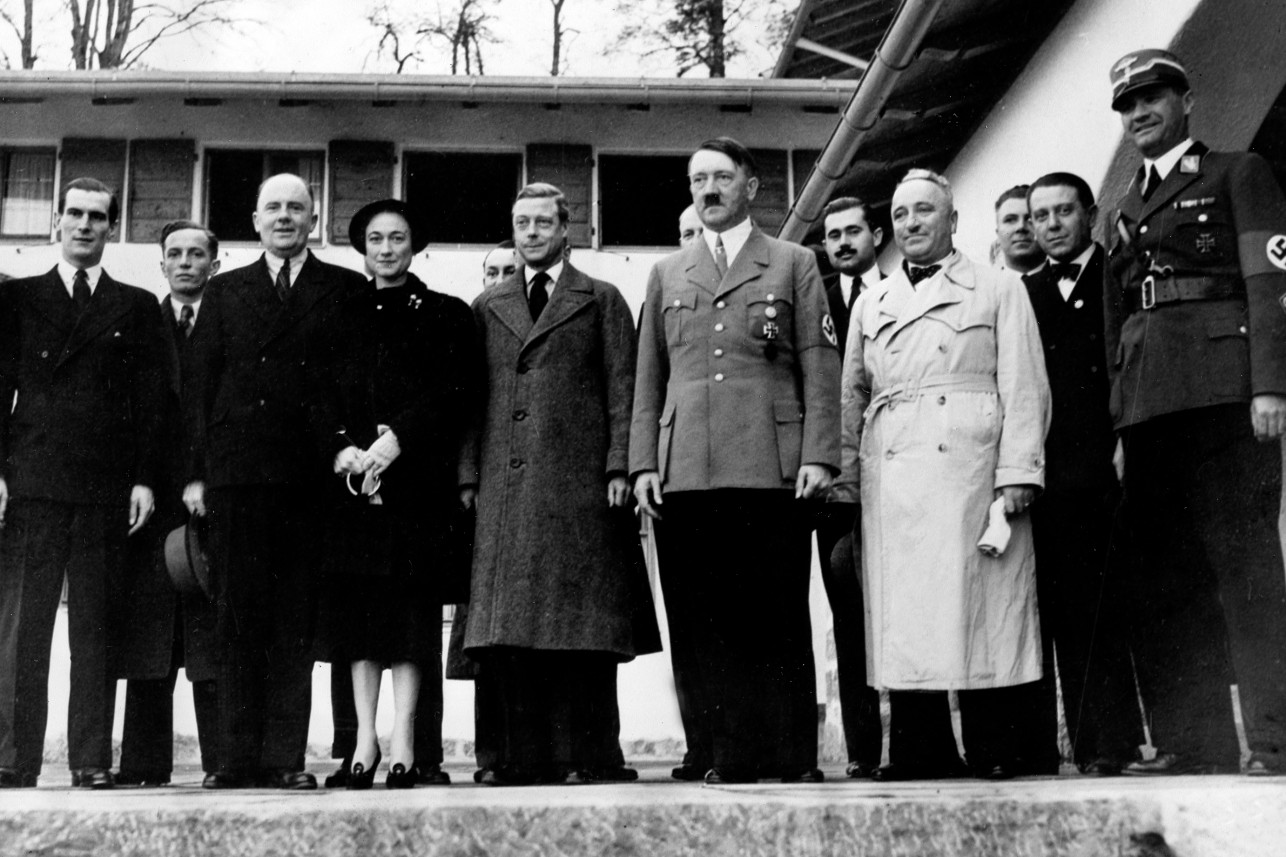
La duchesse et le duc de Windsor avec Hitler en 1937.

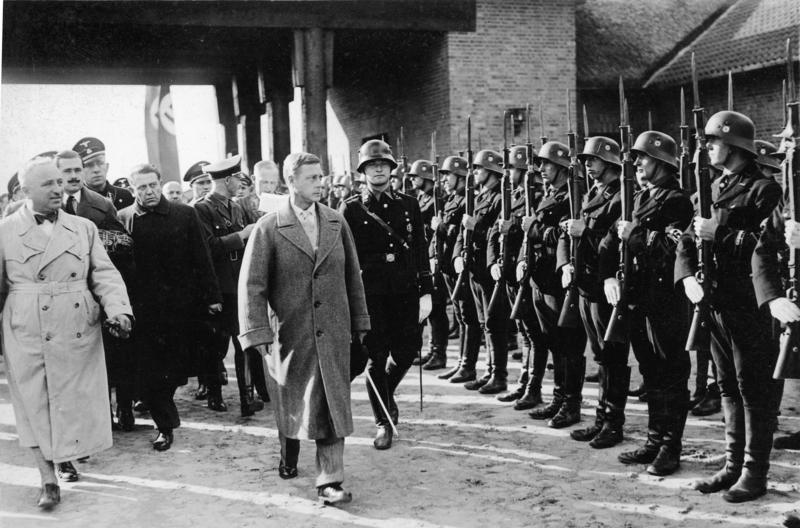
Édouard passe en revue une unité de SS avec Robert Ley en 1937.

En octobre 1937, le duc et la duchesse visitèrent l'Allemagne nationale-socialiste et rencontrèrent Adolf Hitler au Berghof à Obersalzberg. La visite fut largement annoncée et relatée par les médias allemands. Durant la visite, le duc effectua le salut nazi à de nombreuses reprises.
L'ancien ambassadeur austro-hongrois Albert von Mensdorff-Pouilly-Dietrichstein, petit-cousin et ami de George V, considérait qu'Édouard voyait le national-socialisme allemand comme un rempart contre le communisme, et qu'il était même initialement en faveur d'une alliance avec l'Allemagne. L'attitude d'Édouard à cette époque est représentative de nombreux cercles dirigeants britanniques qui ont un double sentiment germanophile et hitlérophile. L'expérience d'Édouard des « scènes d'horreur sans fin » durant la Première Guerre mondiale le poussa à soutenir la politique d'apaisement du Premier ministre britannique Neville Chamberlain.
Hitler considérait Édouard comme un partisan de l'Allemagne nazie et pensait que les relations anglo-allemandes auraient pu être améliorées si Édouard n'avait pas abdiqué. L'architecte en chef du parti nazi Albert Speer cita Hitler directement : « Je suis persuadé que des relations amicales permanentes auraient pu être établies grâce à lui. S'il était resté, tout aurait été différent. Son abdication a été une lourde perte pour nous ».
Le duc et la duchesse s'installèrent en France, louant de 1938 à 1949 le château de la Croë. Au déclenchement de la Seconde Guerre mondiale en septembre 1939, ils sont rappelés en Grande-Bretagne par Louis Mountbatten à bord du HMS Kelly, et le duc, bien que maréchal honoraire, est fait major-général rattaché au corps britannique en France. En février 1940, l'ambassadeur allemand à La Haye, le comte Julius von Zech-Burkersroda, avance que le duc avait livré les plans de défense alliés pour la défense de la Belgique. Lorsque l'Allemagne envahit le nord de la France en mai 1940, les Windsor fuient vers le sud, au départ pour Biarritz puis en juin pour l'Espagne. En juillet, le couple déménage à Lisbonne au Portugal où ils résident initialement dans la résidence de Ricardo de Espírito Santo, un banquier portugais ayant des contacts anglais et allemands.
Pour tenter de persuader l'ex-roi d'Angleterre de collaborer avec lui et faire la paix avec la Grande-Bretagne, le Führer décide de le faire kidnapper avec la duchesse de Windsor alors qu'ils résident à Lisbonne au Portugal. Après l'enlèvement, il a prévu d'installer le couple en Allemagne et avait déjà mis à leur disposition 50 millions de livres sterling, déposés dans une banque de Genève. L'opération échoua de peu. Les agents de l'Intelligence Service précédèrent d'un jour Walter Schellenberg et son équipe au Portugal,. En effet, comme écrivit Lord Caldecote à Winston Churchill, « [le duc] est bien connu pour être un sympathisant nazi et il pourrait bien faire l'objet d'un complot ». Une interview « défaitiste » du duc qui fut largement diffusée poussa le gouvernement britannique à bout : le Premier ministre Winston Churchill menaça le duc de cour martiale s'il ne revenait pas sur le sol britannique. Les services secrets enlevèrent le couple qui partit, en août, sur un navire de guerre aux Bahamas, où, selon Churchill, ils ne gêneraient pas l'effort de guerre britannique.

### Gouverneur des Bahamas
Le duc de Windsor fut nommé gouverneur des Bahamas. L'ancien roi Édouard VIII n'appréciait pas le poste et faisait référence aux îles comme à une « colonie britannique de troisième ordre ». Le bureau des Affaires étrangères s'opposa vigoureusement à une croisière du couple à bord du yacht d'un magnat suédois, Axel Wenner-Gren, que les Renseignements américains considéraient à tort comme un ami proche du commandant de la Luftwaffe, Hermann Göring. Le duc fut néanmoins félicité pour ses actions de lutte contre la pauvreté sur les îles même s'il était méprisant vis-à-vis des Bahamiens, car ils étaient parmi les moins blancs des peuples de l'Empire. Il dit d'Étienne Dupuch, l'éditeur du Nassau Daily Tribune : « Il faut se souvenir que Dupuch est plus qu'à moitié nègre et du fait de la mentalité bizarre de cette race, il semble incapable de devenir important sans perdre son équilibre ». Il fut félicité, par le même Dupuch, pour sa résolution des troubles sociaux liés aux faibles salaires à Nassau en 1942, même s'il fit porter la responsabilité des problèmes sur des « malfaiteurs communistes » et des « hommes d'Europe centrale d'ascendance juive ». Il démissionna de son poste le 16 mars 1945.

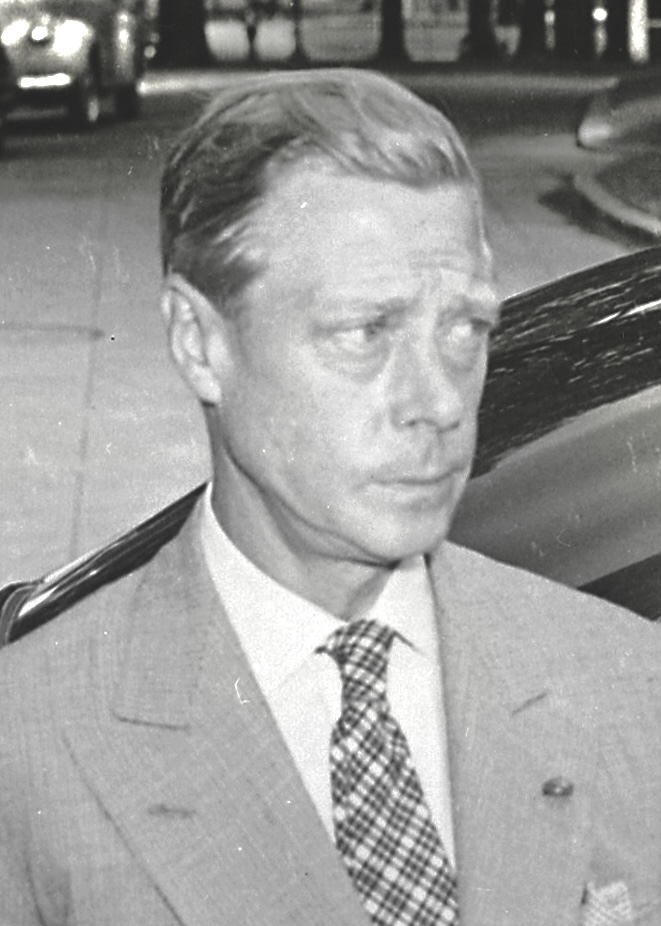
Le duc de Windsor en 1945.

De nombreux historiens ont suggéré qu'Hitler se préparait à placer Édouard sur le trône britannique dans l'espoir d'établir une Grande-Bretagne fasciste. Durant l'occupation de la France, le duc demanda aux forces allemandes de placer des gardes devant ses résidences de Paris et de la Riviera, ce qu'elles firent. Il est largement admis que le duc et la duchesse sympathisaient avec les idées fascistes avant et pendant la Seconde Guerre mondiale et qu'ils furent envoyés aux Bahamas pour minimiser leurs possibilités d'action. En 1940, le duc déclara : « Dans les dix dernières années, l'Allemagne a totalement réorganisé l'ordre de sa société… Les pays qui n'étaient pas disposés à accepter une telle réorganisation de la société et de ses sacrifices concomitants devraient orienter leurs politiques en conséquence ». Thomas Inskip écrivit à Winston Churchill juste avant que le couple ne soit envoyé aux Bahamas : « Les sympathies nazies du duc sont bien connues et il pourrait devenir le centre des intrigues ». La deuxième partie de son argumentation, pas la première, est corroborée par les opérations allemandes pour manipuler le duc. Les Alliés furent suffisamment dérangés par les complots allemands pour que le président américain Franklin D. Roosevelt ordonne une surveillance secrète du duc et de la duchesse lorsqu'ils visitèrent Palm Beach en Floride en avril 1941. Le duc Carl Alexander de Württemberg (parent éloigné de la reine Mary et alors moine dans un monastère américain sous le nom de père Odo) avait convaincu le FBI, sur la foi de confidences recueillies auprès de la reine Mary, que la duchesse avait couché avec l'ambassadeur allemand à Londres, Joachim von Ribbentrop, était restée en contact constant avec lui et avait continué à lui transmettre des informations secrètes.
Certains auteurs ont avancé qu'Anthony Blunt, un agent du MI-5, agissant sur les ordres de la famille royale britannique, avait effectué un voyage secret au château de Kronberg à Friedrichshof en Allemagne vers la fin de la guerre, afin de récupérer la correspondance sensible entre le duc de Windsor, Hitler et les autres dirigeants nazis. Ce qui est certain est que George VI envoya le bibliothécaire royal, Owen Morshead, accompagné de Blunt à Friedrichshof en mars 1945 pour récupérer les documents de l'impératrice allemande Victoria, la fille aînée de la reine Victoria. Des pilleurs avaient volé une partie des archives du château, dont des lettres entre la fille et la mère, et certaines ne furent récupérées qu'après la guerre à Chicago. Les documents rapportés par Morshead et Blunt et ceux rendus par les autorités américaines furent déposés aux Archives royales. À la fin des années 1950, de nouveaux documents récupérés par les troupes américaines en mai 1945 à Marbourg, en Allemagne, depuis intitulés les Dossiers de Marbourg, ont été publiés, lesquels attestent plus précisément des sympathies du duc pour l'idéologie nazie.
Après la guerre, l'ancien roi affirma dans ses mémoires qu'il admirait les Allemands mais qu'il n'était pas pro-nazi. Sur Hitler, il écrivit : « Le Führer me sembla comme une figure quelque peu ridicule, avec ses postures théâtrales et ses prétentions pompeuses ». Cependant, dans les années 1960, il déclara en privé à un ami, Patrick Balfour : « Je n'ai jamais pensé qu'Hitler était un mauvais gars. » Dans les années 1950, le journaliste Frank Giles entendit le duc blâmer le ministre des Affaires étrangères Anthony Eden pour « avoir précipité la guerre à travers son traitement de Benito Mussolini… c'est ce qu'il fit, il aida à déclencher la guerre… et bien sûr Roosevelt et les juifs ».

### Retour en France après la guerre
Après la démission de son poste de gouverneur aux Bahamas, l'ancien roi demande à être nommé ambassadeur du Royaume-Uni chargé des relations avec les États-Unis, mais cela lui est refusé.
Le couple retourna en France pour passer la fin de sa vie essentiellement en retraite, car le duc n'occupa plus aucun poste officiel après son rôle de gouverneur général des Bahamas. La dotation du duc fut complétée par des faveurs du gouvernement et le marché noir,,. En 1953, la ville de Paris fournit pour un loyer réduit au duc un hôtel particulier situé au no 4 route du Champ-d'Entraînement dans le 16e arrondissement de Paris, à proximité de Neuilly-sur-Seine et longeant le bois de Boulogne. Cette résidence décorée par Stéphane Boudin prendra le nom de villa Windsor en 1986. Le gouvernement français l'exempta de payer l'impôt sur le revenu, et le couple était autorisé à acheter des biens détaxés à l'ambassade britannique et à l'intendance militaire. En 1951, le duc publia des mémoires écrits par un nègre, A King's Story, dans laquelle il exprimait son désaccord avec les politiques libérales. Les droits du livre s'ajoutèrent à leurs revenus. Neuf ans plus tard, il écrit un livre relativement peu connu, A Family Album, principalement sur les modes et les habitudes de la famille royale de l'époque de la reine Victoria, de son grand-père et de son père, et sur ses propres goûts.

### Apparitions publiques et popularité

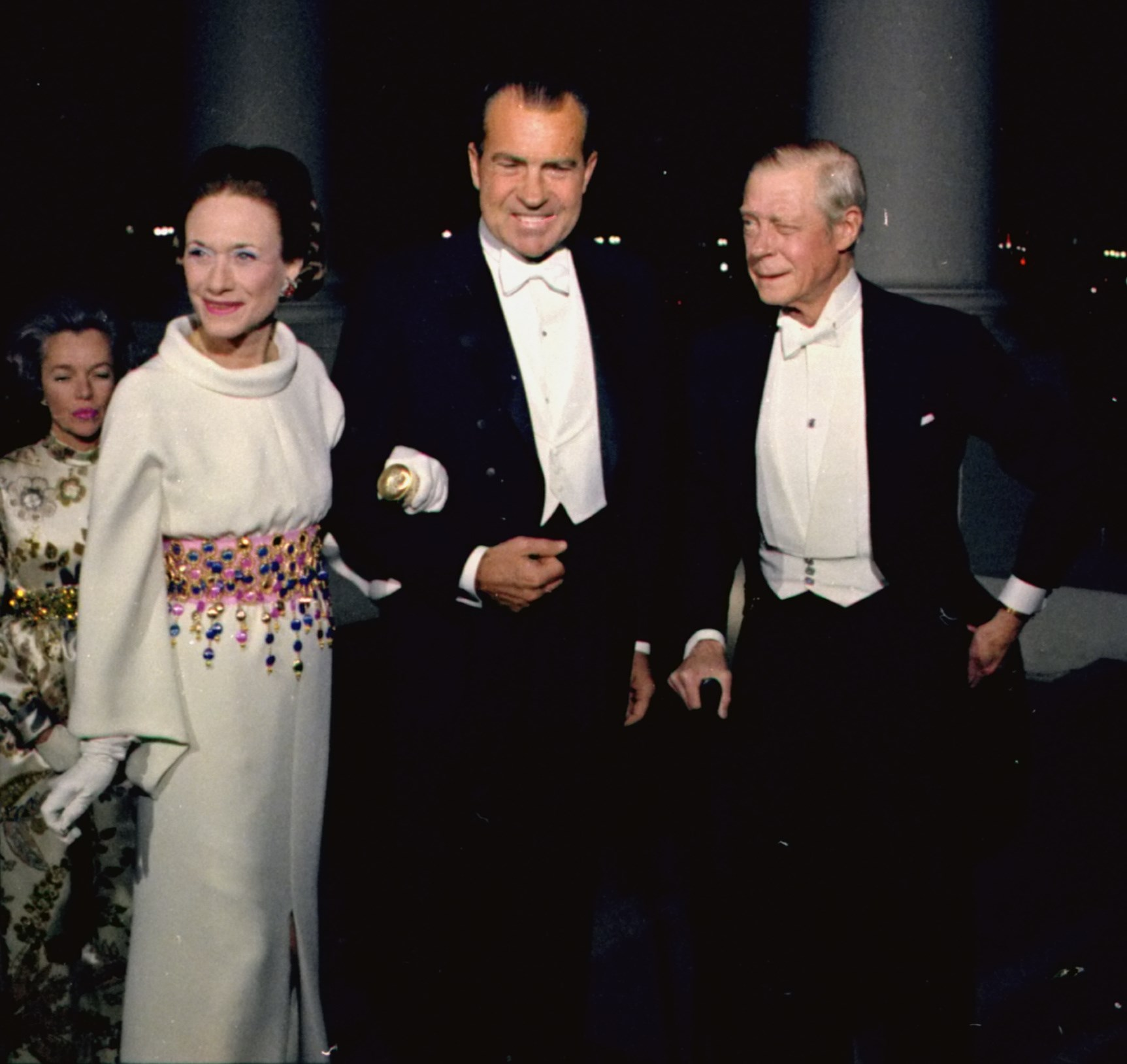
Le président américain Richard Nixon avec le duc et la duchesse de Windsor en 1970.

Le duc et la duchesse de Windsor jouèrent effectivement le rôle de célébrités, et étaient considérés comme faisant partie du « beau monde » des années 1950 et 1960. Ils organisaient des fêtes et voyageaient entre Paris et New York ; Gore Vidal, qui fréquentait les Windsor, rapporta la vacuité de ses conversations avec le duc. Le couple était fou des chiens carlins qu'il gardait.
En juin 1953, le duc et la duchesse regardèrent la cérémonie de couronnement d'Élisabeth II à la télévision, car outre le fait qu'ils n'aient pas été invités officiellement, le duc pensait qu'il était contraire à la jurisprudence qu'un souverain ou qu'un ancien souverain assiste au couronnement d'un autre. Le duc fut payé pour écrire des articles sur la cérémonie pour le Sunday Express et le Women's Home Companion de même qu'un court livre, The Crown and the People, 1902-1953.
En 1955, ils rencontrèrent le président Dwight D. Eisenhower à la Maison-Blanche. Le couple réalisa un entretien télévisé avec Edward R. Murrow dans l'émission Person to Person en 1956 et un autre entretien de 50 minutes pour la BBC en 1970. La même année, ils furent invités à un dîner par le président Richard Nixon.
La famille royale n'accepta jamais entièrement la duchesse. La reine Mary refusa de la recevoir officiellement. Cependant, le duc rencontra parfois sa mère et son frère, le roi George VI, et il assista à ses funérailles en 1952. La reine Mary resta irritée contre Édouard et indignée par son mariage avec Wallis. En 1965, le duc et la duchesse retournèrent à Londres. La reine Élisabeth II, la princesse Marina, duchesse de Kent, et la princesse Mary, comtesse de Harewood et princesse royale, leur rendirent visite. Une semaine plus tard, la princesse royale mourut, et ils assistèrent aux funérailles. En 1966, il a accordé une interview télévisée en langue allemande au journaliste Georg Stefan Troller et il a répondu aux questions sur son abdication. En 1967, ils rejoignirent la famille royale pour le centenaire de la naissance de la reine Mary. La dernière cérémonie royale à laquelle participa le duc fut les funérailles de la princesse Marina en 1968. Il déclina une invitation d'Élisabeth II pour assister à l'investiture du prince de Galles en 1969 en indiquant que Charles ne voudrait pas de son « vieux grand-oncle ».
Dans les années 1960, la santé de l'ancien monarque se détériora. En décembre 1964, il fut opéré par Michael E. DeBakey à Houston pour un anévrisme de l'aorte abdominale et en février 1965 pour un décollement de rétine à l'œil gauche. Le duc était un grand fumeur : à la fin de l'année 1971, on diagnostiqua chez lui un cancer de la gorge et il subit une radiothérapie. La reine Élisabeth II rendit visite aux Windsor en 1972 lors d'une visite d'État en France ; cependant seule la duchesse apparut avec la famille royale pour une séance de photographies.

### Mort et héritage

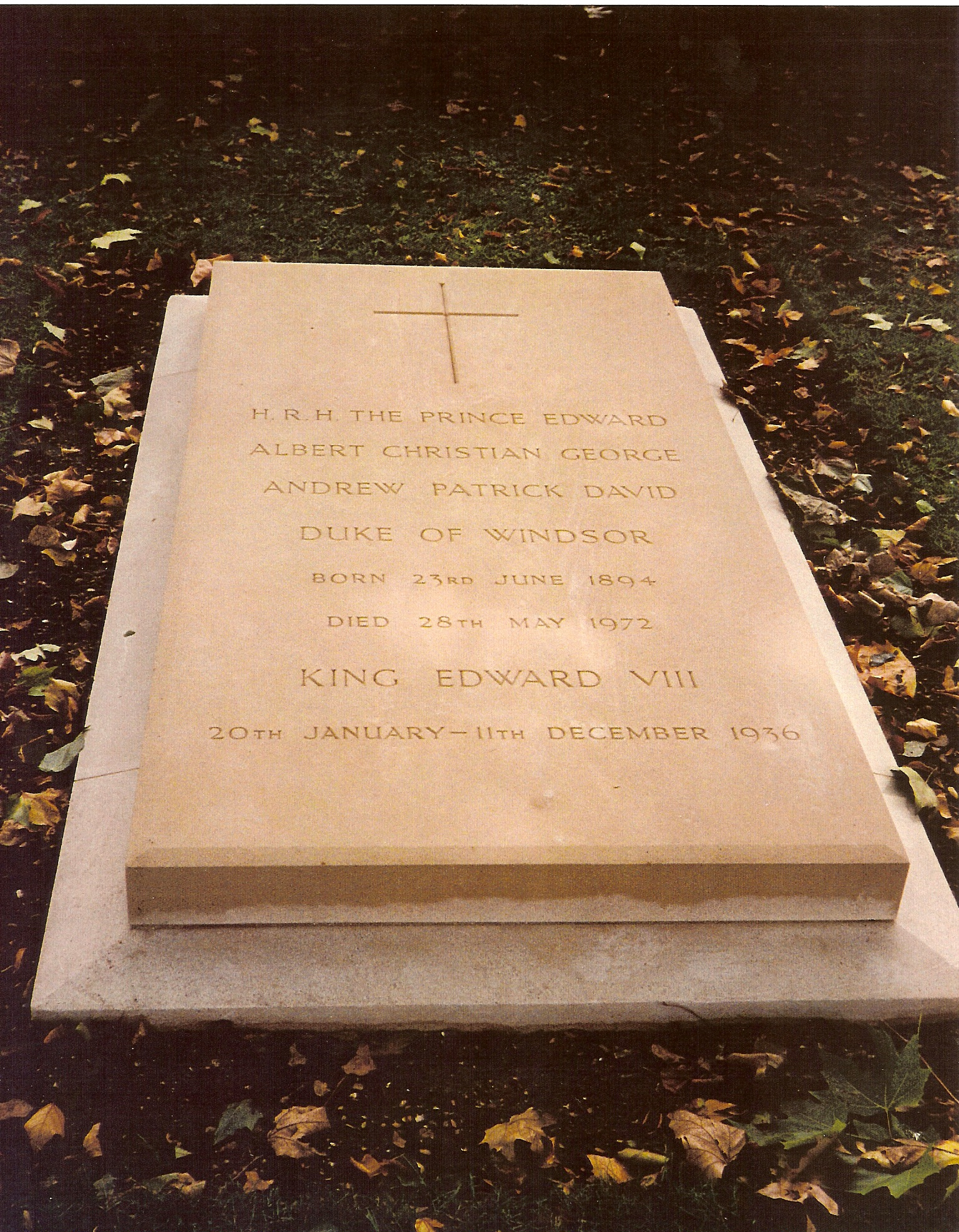
Pierre tombale d'Édouard VIII au cimetière royal de Frogmore.

Le 28 mai 1972, Édouard VIII, duc de Windsor et ancien roi du Royaume-Uni meurt dans sa résidence de Paris, moins d'un mois avant son 78e anniversaire. Son corps est renvoyé en Grande-Bretagne où sa dépouille est exposée dans la chapelle Saint-Georges du château de Windsor. La cérémonie funèbre est organisée dans la chapelle le 5 juin en présence de la reine, de la famille royale et de la duchesse de Windsor ; le cercueil est inhumé dans le cimetière royal à l'arrière du mausolée de la reine Victoria et du prince Albert à Frogmore. La duchesse resta au palais de Buckingham durant sa visite. Jusqu'à un accord de 1965 avec la reine Élisabeth II, le duc et la duchesse avaient envisagé un enterrement dans une parcelle du cimetière de Green Mount à Baltimore où le père de la duchesse était enterré.

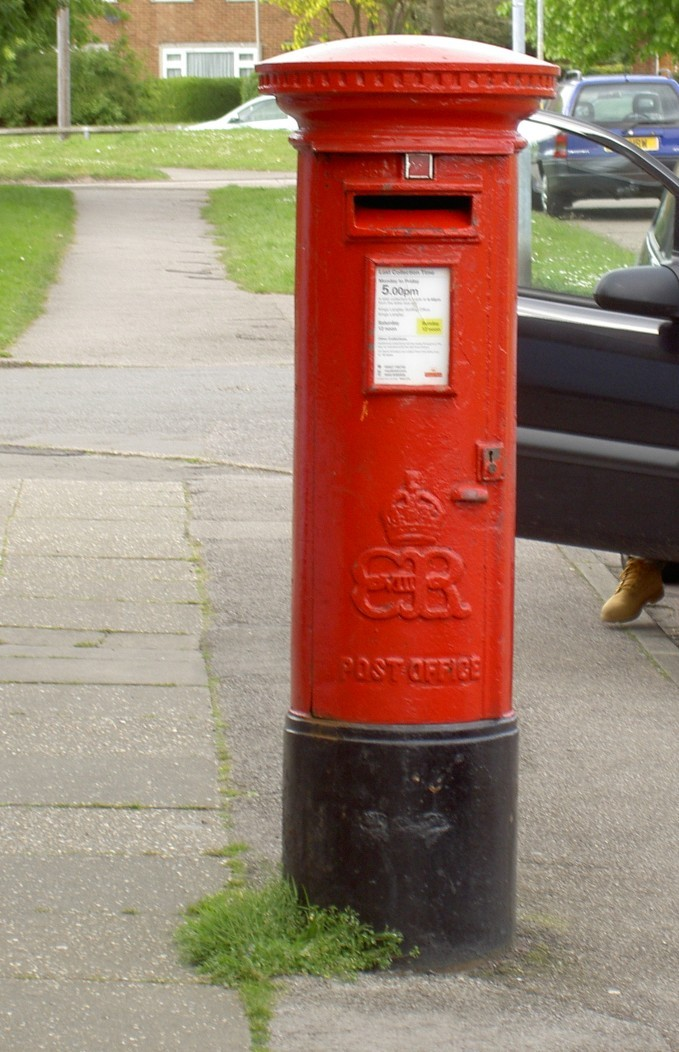
Une des rares boîtes aux lettres au Royaume-Uni portant le monogramme du roi Édouard VIII.

En 1973, un an après la mort de son époux, la duchesse, héritière sans partage de ses biens, décide de léguer un important ensemble de meubles et tableaux aux musées français, la part la plus importante revenant au château de Versailles. De santé fragile et souffrant de démence sénile, la duchesse meurt 14 ans plus tard, le 24 avril 1986, à Paris, et est enterrée aux côtés de son époux en tant que « Wallis, duchesse de Windsor ». Le couple ayant désigné l'Institut Pasteur comme légataire universel, la vente de bijoux aux enchères rapporte à l'Institut 75,42 millions de francs suisses, soit environ 300 millions de francs. Le reliquat des biens mobiliers est, quant à lui, racheté en bloc en 1986 par Mohamed Al-Fayed qui négocie un nouveau bail de vingt-cinq ans avec la ville de Paris, rebaptisant l'hôtel de Boulogne « villa Windsor » et investissant 50 millions de dollars dans sa restauration, dans le dessein annoncé de le transformer en un « petit musée » dédié à la gloire du couple mythique. En 1998, Mohamed Al-Fayed décide de vendre aux enchères chez Sotheby's à New York 40 000 objets de la villa ayant appartenu au célèbre couple.

## Titres, honneurs et armoiries

### Titres
- 23 juin 1894 - 28 mai 1898 : Son Altesse le prince Édouard d'York
- 28 mai 1898 - 22 janvier 1901 : Son Altesse Royale le prince Édouard d'York
- 22 janvier 1901 - 9 novembre 1901 : Son Altesse Royale le prince Édouard de Cornouailles et d'York
- 9 novembre 1901 - 6 mai 1910 : Son Altesse Royale le prince Édouard de Galles
- 6 mai 1910 - 23 juin 1910 : Son Altesse Royale le duc de Cornouailles
- 23 juin 1910 - 20 janvier 1936 : Son Altesse Royale le prince de Galles
  - en Écosse : 1910 - 1936 : Son Altesse Royale le duc de Rothesay
- 20 janvier 1936 - 11 décembre 1936 : Sa Majesté le roi
  - et, occasionnellement, en dehors du Royaume-Uni et concernant l'Inde : Sa Majesté Impériale le roi-empereur
- 11 décembre 1936 - 8 mars 1937 : Son Altesse Royale le prince Édouard
- 8 mars 1937 - 28 mai 1972 : Son Altesse Royale le duc de Windsor

Édouard commença à utiliser le titre de duc de Windsor immédiatement après son abdication, en accord avec la déclaration de George VI que son premier acte en tant que roi serait d'accorder ce titre à son frère. Cependant, plusieurs mois passèrent avant que la concession ne soit formalisée par lettres patentes.
Son titre complet en tant que roi était « Sa Majesté Édouard VIII, par la grâce de Dieu, roi de Grande-Bretagne et d'Irlande et des dominions britanniques au-delà des mers, défenseur de la Foi, empereur des Indes ».

### Honneurs

#### Britanniques
- Chevalier de l'ordre de la Jarretière, 1910
- Chevalier de l'ordre du Chardon, 1922
- Chevalier de l'ordre de Saint-Patrick, 1927
- Chevalier grand-croix de l'ordre du Bain, 1936
- Chevalier grand commandeur de l'ordre de l'Étoile d'Inde, 1921
- Grand maitre et chevalier grand-croix de l'ordre de Saint-Michel et Saint-George, 1917
- Chevalier grand commandeur de l'ordre de l'Empire des Indes, 1921
- Chevalier grand-croix de l'ordre royal de Victoria, 1920 (Chaîne royale en 1921)
- Grand maitre et chevalier grand-croix de l'ordre de l'Empire britannique, 1917
- Chevalier de Justice de Saint-Jean, 1917
- Compagnon de l'ordre du service impérial, 1910
- Croix militaire, 1916
- Royal Fellow of the Royal Society
- Conseiller privé (Royaume-Uni), 1920
- Conseiller privé (Canada), 1927[119]

Édouard perdit presque tous ses titres honorifiques lors de son accession au trône, car il devint le chef suprême de presque tous les ordres. Lorsqu'il abdiqua, son frère lui rendit ses anciens titres.

#### Étrangers
- Grand collier de l'ordre du Condor des Andes (Bolivie, 1931).
- Grand-croix de l'ordre national de la Croix du Sud du Brésil.
- Grand-croix de l'ordre du Mérite du Chili (1925)
- Chevalier de l’ordre de l'Éléphant (Danemark, 1914).
- Chevalier de l'ordre de la Toison d'or (Espagne, 1912).
- Grand cordon de l'ordre de Mohamed Ali (Royaume d'Égypte, 1922)
- Grand-croix de la Légion d'honneur (France, 1912).
- Croix de guerre 1914-1918 (France, 1915).
- Chevalier grand-croix de l'ordre suprême de la Très Sainte Annonciade (Italie, 1915)
- Grand-croix de l'ordre de la Couronne d'Italie (Italie, 1915)
- Grand-croix de l'ordre royal des Saints-Maurice-et-Lazare (Italie, 1915)
- Croix du Mérite de la guerre (Italie, 1919).
- Grand cordon de l'ordre du Chrysanthème (Japon).
- Grand-croix de l'ordre de Saint-Olaf (Norvège, 1914).
- Grand-croix de l'ordre du Soleil (Pérou, 1931).
- Grand-croix de l'ordre du Christ (Portugal, 1931).
- Première classe de l'Écharpe des deux ordres (en) (Portugal, 1931).
- Première classe de l'ordre de Michel le Brave (Royaume de Roumanie, 1918).
- Collier de l'ordre de Carol Ier (Royaume de Roumanie, 1924).
- Première classe de l'ordre impérial et militaire de Saint-Georges (Empire russe, 1916).
- Grand-croix de l'ordre de Saint Agatha (en) (Saint-Marin, 1935).
- Chevalier de l'ordre des Séraphins (Suède, 1923).

#### Militaires
- Mid., 22 juin 1911 : midshipman, Royal Navy[120]
- Lt, 17 mars 1913 : lieutenant, Royal Navy[120]
- Lt, 18 novembre 1914 : lieutenant, 1er Battalion, Grenadier Guards, British Army. (Première Guerre mondiale, Flandres et Italie)[120]
- Capt., 10 mars 1916 : capitaine, British Army[120]
- Maj, 1918 : temporary major, British Army[120]
- Col., 15 avril 1919 : colonel, British Army[120]
- Capt., 8 juillet 1919 : capitaine, Royal Navy[120]
- Gp Capt., 5 décembre 1922 : group captain, Royal Air Force[120],[121]
- Air Mshl, 1er septembre 1930 : air marshal, Royal Air Force[122]
- 1er janvier 1935 : admiral, Royal Navy ; général, British Army ; air chief marshal, Royal Air Force[123]
- 1936 : admiral of the fleet, Royal Navy ; field marshal, British Army ; marshal of the Royal Air Force[120]
- Major-Gen., 3 septembre 1939 : major général, British Army[124]

#### Honoraires
- Hon LLD (doctorat en droit) : Edinburgh, Toronto, Alberta and Queen's University Kingston (Ontario) 1919, Melbourne 1920, Cambridge et Calcutta 1921, St Andrews et Hong Kong 1922, Witwatersrand 1925
- Hon DCL (doctorat en droit civil) : Oxford 1921
- DSc (doctorat en science) et Hon MCom (maîtrise de commerce) : Londres 1921
- DLitt (doctorat en lettres) : Benares 1921

### Armoiries
En tant que prince de Galles, les armoiries d'Édouard étaient les armoiries royales du Royaume-Uni différenciées par un lambel de trois points argent, un écu représentant le Pays de Galles surmonté d'une couronne (identique à celle du prince Charles). En tant que souverain, il portait des armoiries royales indifférenciées. Après son abdication, il réutilisa les armoiries avec un lambel de trois points argent, mais cette fois avec le point central portant une couronne impériale.

Armoiries d'Édouard, prince de Galles, de 1911 à 1936.
Armoiries d'Édouard VIII du Royaume-Uni.
Armoiries d'Édouard du Royaume-Uni (en Écosse).
Armoiries d'Édouard, duc de Windsor.

## Représentation au cinéma
Édouard VIII a été joué à l'écran par :
- Richard Chamberlain dans le téléfilm The Woman I Love (1972) ;
- Ian Ogilvy dans la série de la BBC The Gathering Storm (1974) ;
- Edward Fox dans la série de la BBC Edward and Mrs. Simpson (1978) ;
- David Yelland dans le film Les Chariots de feu (1981) qui remporta l'Oscar du meilleur film ;
- Madison Mason dans l'épisode God Save the Queen de la série américaine Jake Cutter (1983) ;
- John Standing dans le téléfilm To Catch a King (1984) basé sur un roman de Jack Higgins ;
- Anthony Andrews dans le téléfilm The Woman He Loved (1988) ;
- Julian Firth (en) dans la série de la BBC Cambridge Spies (2003) ;
- Stephen Campbell Moore dans le téléfilm Wallis & Edward (en) (2005)
- Guy Pearce dans le film Le Discours d'un roi (2010) qui remporta l'Oscar du meilleur film ;
- Tom Hollander dans la série Any Human Heart (2010) ;
- James D'Arcy dans le film W.E. (2011) ;
- Oliver Dimsdale dans la série Downton Abbey (2013) ;
- Alex Jennings puis Derek Jacobi dans la série The Crown (2016).